# Состояние итальянской армии на начало Австро-прусско-итальянской войны
В этой статье описано состояние вооружённых сил Итальянского Королевство на момент начала австро-прусско-итальянской войны (1866):

## Армия
Для воздействия на Австрию О. Бисмарк использовал Италию, которая заблаговременно приступила к усилению своей армии, в которой по экономическим соображениям в 1865 году вовсе не был призван очередной возраст контингента, и к стягиванию войск из южной части полуострова и Сицилии. Италия выставила 165 тыс. полевых войск. Прусский военный уполномоченный, генерал Бернгарди, и прусский посланник уговаривали итальянское командование энергично приступить к операциям: переправить главную массу войск через нижнее течение р. По и выдвинуть её к Падуе, в глубокий тыл сосредоточенной в четырёхугольнике крепостей (Мантуя, Пескьера, Верона, Леньяго) австрийской армии, что привело бы к сражению с перевернутым фронтом; затем начать энергичное наступление во внутренние области Австрии — на Вену; перебросить через Адриатическое море Гарибальди и его волонтеров на поддержку венгерского восстания; принять участие через посредство эмиграции в его организации и таким образом «нанести австрийской державе удар в сердце». Конечно, Италия, интересы коей были обеспечены ещё до начала военных действий, была не расположена следовать этим советам, и австрийцы могли бы с самого начала войны ограничиться на итальянском фронте минимумом сил; однако стратегия не использовала в полной мере выгоды политического отступательного маневра Австрии по отношению к Италии.

## Флот

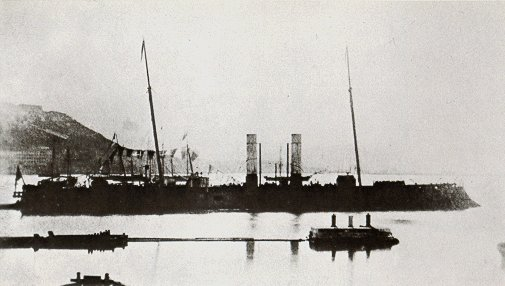
Аффондаторе.

Итальянцы всегда были мореходной нацией, прошлое которой было отмечено славными достижениями. Но практически все их корабли только что вошли в строй, большинство пушек установлены на кораблях совсем недавно, и ни офицеры, ни матросы не были достаточно натренированы в обращении с ними. Эскадры, грозные по составу, не получили в мирное время соответствующей тактической подготовки. Кроме того, флот страдал от противоречий и зависти между офицерами, проистекающими из недавнего слияния двух групп — офицеров Сардинии и Неаполя. Времени, чтобы это слияние стало полным, не хватило… Одной храбрости было мало. Требовалась масса административной работы, способности командиров вести людей за собой, и подготовки. Г. У. Вильсон

Когда война была неизбежна, итальянский морской министр 3 мая 1866 года приказал сформировать действующий флот из 31 корабля, которые полагалось отобрать из 69 пароходов и 75 парусников, многие из которых были неспособны участвовать в боевых действиях.
Этот флот должен был быть полностью укомплектован людьми, вооружением оборудованием к 20 июня — дню объявления войны. К этой дате были готовы 29 кораблей — хотя и не всё запланированное удалось сделать, особенно в отношении орудий. Морской министр приказал заменить нескреплённые (так называемые «скреплённые обручами») нарезные 160-мм орудия нарезными пушками того же калибра, но скреплёнными кольцами, усилив таким образом вооружение броненосцев. Переделки производились в Таранто, откуда флот и вышел 21 июня — через день после объявления войны — в находящуюся на Адриатическом побережье Анкону. Из-за того, что в эскадру были включены несколько тихоходных кораблей, и эскадренная скорость не превышала 4-5 узлов, до Анконы добрались лишь 25 июня. Здесь эскадра остановилась в ожидании припасов и новых приказов.
| Корабль               | 25-A | 20-A | 16-H | 16-HO | 20 | 16  | 20-Гб | 12-Н | Всего |
| --------------------- | ---- | ---- | ---- | ----- | -- | --- | ----- | ---- | ----- |
| Re d’Italia           |      | 2    | 16   | 14    | 4  |     |       |      | 36    |
| Re di Portogallo      | 2    |      | 12   | 14    |    |     |       |      | 28    |
| Ancona                |      |      | 22   | 1     | 4  |     |       |      | 27    |
| Maria Pia             |      |      | 18   | 4     | 4  |     |       |      | 26    |
| Castel-fidardo        |      |      | 22   | 1     | 4  |     |       |      | 27    |
| San Martino           |      |      | 16   | 6     | 4  |     |       |      | 26    |
| Principe di Carignano |      |      | 12   | 6     | 4  |     |       |      | 22    |
| Affondatore           | 2    |      |      |       |    |     |       |      | 2     |
| Terribile             |      |      | 10   | 6     | 4  |     |       |      | 20*   |
| Formidabile           |      |      | 10   | 6     | 4  |     |       |      | 20**  |
| Palestro              |      | 2    |      |       | 2  |     |       | 1    | 3     |
| Varese                |      | 2    | 2    |       |    |     |       | 1    | 6     |
| Все броненосцы        | 4    | 6    | 140  | 58    | 34 |     |       | 2    | 244   |
| Maria Adelaide        |      |      |      | 10    | 22 |     |       |      | 32    |
| Re Galantuomo         |      |      |      | 8     |    | 32  | 10    |      | 50    |
| Duca di Genova        |      |      |      | 8     |    | 32  | 10    |      | 50    |
| Carlo Alberto         |      |      |      | 8     |    | 32  | 10    |      | 50    |
| Vittorio Emanuele     |      |      |      | 8     |    | 32  | 10    |      | 51*** |
| Garibaldi             |      |      |      | 8     |    | 34  | 12    |      | 54    |
| Italia                |      |      |      | 8     |    | 32  | 10    |      | 50    |
| Principe Umberto      |      |      |      | 8     |    | 32  | 10    |      | 50    |
| Gaeta                 |      |      |      | 8     |    | 34  | 12    |      | 54    |
| San Giovanni          |      |      |      | 6     |    | 14  |       |      | 20    |
| Principessa Clotilde  |      |      | 6    |       |    | 14  |       |      | 20    |
| Etna                  |      |      |      | 2     |    | 8   |       |      | 10    |
| Governolo             |      |      |      |       |    |     | 10    |      | 10    |
| Fulminante            |      |      |      | 2     |    |     | 8     |      | 10    |
| Costituzione          |      |      |      |       |    |     | 10    |      | 10    |
| Costituzione          |      |      |      |       |    |     | 10    |      | 10    |
| Guisardo              |      |      |      | 2     |    | 4   |       |      | 6     |
| Ettore Fieramosca     |      |      |      | 2     |    | 4   |       |      | 6     |
| Archimede             |      |      |      | 2     |    | 4   |       |      | 6     |
| Tancredi              |      |      |      | 2     |    | 4   |       |      | 6     |
| Montebello            |      |      |      |       |    |     |       | 4    | 4     |
| Vinzaglio             |      |      |      |       |    |     |       | 4    | 4     |
| Etna                  |      |      |      | 2     |    | 8   |       |      | 10    |
| Всего                 | 4    | 6    | 146  | 158   | 56 | 320 | 122   | 10   | 817   |

* — опоздал к битве при Лиссе
** — не был при Лиссе 20 июля
*** — имелась также одна пушка Дальгрена.
Здесь флот был полностью дооснащен перед боем — «все, за несколькими исключениями — касающимися лишь слабейших — корабли получили артиллерию, предписанную Министерством». В этом рапорте также отмечается, что «все переделки на кораблях в Анконе были завершены к 20 июня, и артиллерия была заменена на всех кораблях, за исключением одного, к тому моменту когда 27 августа австрийский командующий появился перед Анконой». Когда это произошло, «Принчипе ди Кариньяно» (Principe di Carignano), на котором восемь пушек заменялись орудиями с броненосного корвета «Террибиле» (Terribile), несколько задержавшись, двинулся на противника.
Командовал итальянской эскадрой адмирал Карло Пеллион ди Персано (Carlo Pellion di Persano), родившийся 11 марта 1806 года в Верчелли. Он отличился, командуя одним из кораблей при Триполи в 1825 году, но потом попал под трибунал за опрометчивость. С 3 марта 1862 года он был морским министром. Когда 3 мая 1866 года он был назначен главнокомандующим «Armata di Operazione», ему было уже 60 лет, и, по-видимому, он был уже слишком стар для этого назначения. Во всяком случае, горячим и опрометчивым командиром он уже не был. В 1862 году он совершил едва ли не самое важное изменение в кораблестроительной политике Италии, отказавшись от поддерживаемого министром Урбано Ратацци (Urbano Ratazzi) строительства деревянных кораблей в пользу постройки броненосцев. Кроме того, чтобы свести на нет существовавшее в объединенном флоте соперничество между сардинскими и неаполитанскими офицерами, он планировал учредить Королевскую Академию — должную превратить их в офицеров итальянских. В эти годы итальянский флот только-только обратился к броне. В июне 1862 года он заявил перед итальянским парламентом «недавние события в американской войне показали, что значение деревянных кораблей сведено до минимума неоспоримым превосходством броненосцев, даже один из которых может своим тараном потопить целый флот деревянных кораблей».
Хотя Персано показал себя хорошим политиком и организатором, введшим на флоте несомненные улучшения, он полностью провалился как командующий флотом. 20 июля его эскадра насчитывала 56 кораблей. Из их числа Персано мог полагаться на 11 броненосцев — причем двенадцатый присоединился к ним за несколько часов до боя. Это был «Аффондаторе» (Affondatore), прибывший в практически готовом состоянии с места своей постройки — Милуолла на Темзе. Он представлял собой уникальный мореходный башенный броненосец с 26-футовым тараном.
Два других броненосца — фрегата 1 класса «Ре ди Портогалло» (Re di Portogallo) и «Ре д’Италиа» (Re d’Italia), вооруженные шестовыми минами, — были построены Уэббом в Нью-Йорке во время Гражданской войны. Все остальные, за исключением фрегата второго класса «Принчипе ди Кариньяно» были построены на французских верфях. Это были фрегаты второго класса «Мариа Пиа» (Maria Pia), «Анкона» (Ancona), «Кастельфидардо» (Castelfidardo), и «Сан Мартино» (San Martino), броненосные корветы «Террибиле» (Terribile) и «Формидабиле» (Formidabile), и броненосные канонерки «Варезе» (Varese) и «Палестро» (Palestro). «Ре д’Италиа» стал первым броненосцем пересекшим (в марте 1864 года) Атлантику в одиночку.
Вице-адмирал Батиста Джованни Альбини граф Сарда (Battista Giovanni Albini, count Sarda), командовавший деревянными кораблями, держал свой флаг на «Марии Аделаиде» (Maria Adelaide). Остальными его кораблями были пароходофрегаты первого класса «Дука ди Дженова» (Duca di Genova), «Витторио Эмануэле» (Vittorio Emanuele), «Гаэта» (Gaeta), «Принчипе Умберто» (Principe Umberto), «Карло Альберто» (Carlo Alberto), «Гарибальди» (Garibaldi), и корветы «Принчипесса Клотильда» (Principessa Clotilde), «Этна» (Etna), «Сан Джованни» (San Giovanni) и «Гвизардо» (Guisardo). Третий отряд состоял из четырёх канонерок, вооруженных четырьмя нарезными 12-см пушками каждая. Командовал ими капитан первого ранга Антонио Сандри (Antonio Sandri).
По мнению критиков Персано, он не проводил целенаправленных учений, бывших у австрийцев, непрерывно тренировавших своих артиллеристов, в порядке вещей. Притом морской отдел итальянского военного министерства счел возможным предоставить боеприпасы специально для артиллерийских учений.